# Hubert II van Culemborg
Hubert II van Culemborg soms ook vermeld als Hubert IV van Beusichem (ca.1310 – 21 juli 1347) was heer van Culemborg (of Kuilenburg), Beusichem, Schalkwijk, Everdingen en erfschenker van Utrecht.

## Levensloop
Hij was een zoon van Jan I (of Johan) van Culemborg en Margretha van Maurik. Hij volgt in 1322 zijn vader op als heer van Culemborg, dat jaar werd hij ook benoemd tot erfschenker van Utrecht. Hij wordt als ridder vermeld in 1335. Hubert was een rijk man, mede door geluk en handigheid, zo verzocht Reinoud III van Gelre hem in 1336, 2000 tournaise ponden te lenen en kreeg daarbij het kasteel ter Horst in pand. In 1341 doet Reinoud III nogmaals een beroep op hem en vraagt circa 1900 pond om zijn schuld met Wolter van Lokhorst af te kopen. In 1342 werd de schuld afgekocht door bisschop Jan van Arkel met 9000 tournaise ponden en kreeg deze het kasteel ter Horst in bezit.
Hij koopt de ambachten en gerechten van Zijderveld en Hagestein in 1341. Hubert II steunde bisschop Jan van Arkel in het oproer tegen de Gunsterlingen binnen Utrecht in 1346. Ze wisten ze uit de stad te verdrijven. Hierbij waren Robert van Arkel en Jacob van Nyevelt ook aanwezig.
Hubert trouwde met Jutte van der Leck en verkreeg op die wijze de heerlijkheid van de Lek waaraan de Munsterse lenen Werth en Wertherbruch verbonden waren. Hij noemt hij zich "heer van Culemborg en van der Lecke" en liet zijn Zuylense wapen vierendelen met de zwarte leeuw van Van der Leck.
Hubert zou tijdens de Slag bij Hamont op 21 juli 1347 gesneuveld zijn en op 1 augustus 1347 in Culemborg begraven zijn. Hubert's opvolgers noemde zich niet meer van Beusichem (of Bosichem).

## Huwelijk en kinderen
Hij huwde met Jutte van de Leck, dochter van Peter van de Leck; ze kregen de volgende kinderen:
- Gerard I van Culemborg, opvolger
- Petrus of Peter van Culemborg (13??-1388), heer van Boxmeer, huwde Jenna van Meer
- Mechtild van Culemborg (1335-1390), huwde Zweder II van Montfoort